# 대동공업전문학교
대동공업전문학교(大東工業專門學校)는 사회주의 성향을 갖고 있던 일제강점기의 기업가 리종만이 숭실전문학교를 인수해 설립한 학교이다. 1944년에 평양공업전문학교로 명칭을 바꾼 뒤 1946년 10월 김일성종합대학에 흡수되었다. 이후 김일성대의 공학 교육은 김책공업종합대학으로 분리되었다.